# Loredana Dinuová
Loredana Dinuová (* 2. dubna 1984 Craiova) je bývalá rumunská sportovní šermířka. Věnovala se šermu od jedenácti let, do roku 2010 soutěžila pod rodným příjmením Iordăchioiuová. Byla členkou Dinama Bukurešť a specializovala se na šerm kordem. Vystudovala tělovýchovu na Univerzitě v Craiově.
V roce 2001 se stala juniorskou vicemistryní světa. Byla členkou vítězného družstva na mistrovství Evropy v šermu v letech 2006, 2008 a 2011 a na mistrovství světa v šermu v letech 2010 a 2011. Na LOH 2012 obsadila v týmové soutěži šesté místo. Po olympiádě přestala šermovat na vrcholové úrovni, vrátila se začátkem roku 2015 a v červnu téhož roku se stala v Montreux mistryní Evropy. Na mistrovství světa v šermu 2015 získala s rumunským týmem stříbrnou medaili a byla čtvrtfinalistkou individuální soutěže. Byla členkou družstva kordistek, které získalo na LOH 2016 zlatou medaili. Poté definitivně ukončila sportovní kariéru.